# Milzau
Milzau è un ex comune tedesco di 960 abitanti, situato nel land della Sassonia-Anhalt.
Dal 1º gennaio 2010 il comune di Milzau è stato incorporato nella città di Bad Lauchstädt, divenendone una frazione.